# 焦忠賢
焦忠賢（?—?），甘肅省秦州直隸州禮縣人，清朝政治人物、同進士出身。
光緒十八年（1892年），参加光緒壬辰科殿試，登進士三甲45名。同年五月，以主事分部学习。